# Ludlow (Illinois)
Pour les articles homonymes, voir Ludlow (homonymie).
Ludlow est un village du comté de Champaign dans l'Illinois, aux États-Unis,. Il est incorporé le 25 août 1876. Le village est initialement baptisé Pera ou Pera Station. Il est renommé Ludlow, en 1867, en référence à Thomas W. Ludlow, un actionnaire de l'Illinois Central Railroad,.

## Démographie
Lors du recensement de 2010, le village comptait une population de 371 habitants. Elle est estimée, en 2016, à 358 habitants.

## Référence culturelle
Dans le film de science-fiction Beginning of the End, le village est la première victime de l'attaque des sauterelles géantes.

## Source de la traduction
- (en) Cet article est partiellement ou en totalité issu de l’article de Wikipédia en anglais intitulé « Ludlow, Illinois » (voir la liste des auteurs).